# Wale (raper)
Wale, właściwie Olubowale Victor Folarin (ur. 21 września 1984 w Waszyngtonie) – amerykański raper.
Popularność zdobył wraz z wydaniem singla „Chillin”, w którym gościnnie wystąpiła Lady Gaga. 22 września 2009 roku ukazał się jego debiutancki album Attention Deficit. Nagrania dotarły do 21. miejsca amerykańskiej listy przebojów Billboard 200. W maju 2011 roku został wydany mixtape Self Made Vol. 1, który został wydany z wykonawcami Maybach Music Group. Jego drugi album studyjny Ambition ukazał się 1 listopada 2011 tego samego roku i otrzymał mieszane recenzje od krytyków muzycznych. Trzecie wydawnictwo rapera ukazało się w czerwcu 2013 roku i zadebiutowało na pierwszym miejscu na liście Billboard 200.

## Dyskografia

### Albumy studyjne
- Attention Deficit (2009)
- Ambition (2011)
- Gifted (2013)
- The Album About Nothing (2015)
- Shine (2017)

### Współpraca
- Self Made Vol. 1 (oraz wykonawcy Maybach Music Group) (2011)
- Self Made Vol. 2 (oraz wykonawcy Maybach Music Group) (2012)
- Self Made Vol. 3 (oraz wykonawcy Maybach Music Group) (2013)
- Self Made 4 (oraz wykonawcy Maybach Music Group) (2017)

### Mixtape’y
- Paint a Picture (2005)
- Hate Is the New Love (2006)
- 100 Miles & Running (2007)
- The Mixtape About Nothing (2008)
- Back to the Feature (2009)
- More About Nothing (2010)
- The Eleven One Eleven Theory (2011)
- Folarin (oraz A-Trak) (2012)
- Festivus (2014)
- Summer On Sunset (2016)
- Before I Shine (2017)